# نادي النصر للسيدات
نادي النصر لكرة القدم النسائية، المعروف أيضًا باسم سيدات النصر هو نادي كرة قدم نسائي محترف يقع في الرياض، السعودية.
يتنافس النادي في الدوري السعودي الممتاز للسيدات، أعلى مستوى في كرة القدم النسائية في السعودية، تم تأسيسه كقسم نسائي لنادي النصر في 2022. أصبح النادي الأكثر نجاحًا في تاريخ كرة القدم النسائية في السعودية، حيث فاز بلقبين في الدوري السعودي الممتاز للسيدات (تحت اسم النصر) وبلقب بطولة اتحاد كرة القدم النسائي الأولى (تحت اسم المملكة).

## التاريخ

### عهد المملكة (2018–2022)
في عام 2018، تأسس النادي ك"نادي المملكة لكرة القدم للسيدات" تحت اسم فريق المملكة النسائي على يد منيرة الحميدان وكان مقره في الدمام. في عام 2019، شارك النادي في أول بطولة خليجية للأندية النسائية التي أُقيمت في السعودية لأول مرة. مع ازدهار كرة القدم النسائية، تم إقامة المزيد من البطولات حيث شارك الفريق في دوري كرة القدم المجتمعي للسيدات، أول مسابقة وطنية للسيدات في السعودية. تم سحب القرعة في المجموعة A (الدمام)، وانتهى النادي وصيفًا خلف شعلة الشرقية وتم إقصاؤه في مرحلة المجموعات. في عام 2021، شارك النادي في أول بطولة نسائية نظمتها الاتحاد السعودي لكرة القدم.[بحاجة لمصدر] مرة أخرى، وصيفًا لشعلة الشرقية بعد أن تساووا في النقاط ولكنهم خسروا بفارق الأهداف، مما أهلهم للمرحلة النهائية من دوري السيدات الوطني السعودي. في المراحل النهائية، تمكن الفريق من الفوز، محققًا أول بطولة رسمية لكرة القدم النسائية في السعودية.

### عصر النصر (2022–الحاضر)
في سبتمبر 2022، استحوذ النصر على الفريق ليكون قسمه النسائي للمشاركة في النسخة الافتتاحية من دوري السيدات السعودي. في 13 أكتوبر 2022، لعب الفريق أول مباراة له في دوري السيدات السعودي 2022–23، حيث حقق فوزًا ساحقًا بنتيجة 18–0 على سما لبدء سجله التنافسي. فاز النادي بالنسخة الافتتاحية، ليصبح أول بطل في تاريخ المسابقة. في الموسم التالي، فاز النصر بلقبه الثاني على التوالي، مما أهلهم للمشاركة في النسخة الافتتاحية من دوري أبطال آسيا للسيدات، ليكونوا أول فريق سعودي يشارك في المسابقة.

## المنافسين
مثل قسم الرجال، يتمتع النصر بمواجهة مع الهلال، حيث يُشار أحياناً إلى المباريات بين الفريقين بديربي الرياض، وقد حازت هذه المباريات على اهتمام متزايد. كما يواجه الفريق الأهلي والاتحاد في الكلاسيكو، بينما يُعد الشباب أيضاً خصماً ثانياً في الجزء الآخر من العاصمة، وقد أثبت أنه المنافس النسائي الرئيسي في العاصمة.

## الشعار والألوان
تمامًا كما في قسم الرجال، الألوان الرئيسية للفريق هي الأصفر والأزرق
   
| الفترة    | شركة تصنيع الملابس | الراعي الرئيسي للقميص |
| --------- | ------------------ | --------------------- |
| 2022–2023 | Duneus.            | لا شيء                |
| 2023–2024 | Nike.              | لا شيء                |
| 2024–     | Adidas.            | KAFD                  |

## الأرض
منذ عام 2022، يلعب النادي مبارياته على أرضه في ملعب الأمير عبد الرحمن، الذي يتسع لـ 15,000 متفرج، مع إقامة المباريات الكبيرة أو البارزة في استاد أول بارك.

## اللاعبات

### التشكيلة الحالية
آخر تحديث 8 فبراير 2025..
ملاحظة: تشير الأعلام إلى المنتخب الوطني على النحو المحدد في قواعد الأهلية للفيفا. قد يحمل اللاعبون أكثر من جنسية واحدة غير تابعة للفيفا.
| الرقم | البلد                       | المركز | اللاعب                |
| ----- | --------------------------- | ------ | --------------------- |
| 1     | السعودية                    |        | سارة خالد             |
| 2     | السعودية                    | مدافع  | ريما المالكي          |
| 3     | السعودية                    | مدافع  | ويد المساري           |
| 4     | السعودية                    | مدافع  | فاي الحربي            |
| 5     | السعودية                    | وسط    | ليان الفاتحي          |
| 6     | السعودية                    | وسط    | أسيل أحمد             |
| 7     | السعودية                    | وسط    | بسمة الشنيفي          |
| 8     | السعودية                    | وسط    | سارة الحمد            |
| 9     | تنزانيا                     | مهاجم  | كلارا لوفانجا         |
| 10    | السعودية                    | مهاجم  | مباركة الصيعري        |
| 11    | جمهورية الكونغو الديمقراطية | مهاجم  | روث كيبوبي            |
| 12    | السعودية                    | مهاجم  | دلال عبد الوهاب       |
| 14    | البرازيل                    | مدافع  | كاتهلين (قائد الفريق) |

| الرقم | البلد       | المركز | اللاعب          |
| ----- | ----------- | ------ | --------------- |
| 16    | السعودية    | مهاجم  | غادر عبد الواحد |
| 15    | السعودية    | مهاجم  | رينا صالح       |
| 20    | البرازيل    | وسط    | دودا فرانسيلينو |
| 22    | السعودية    | مهاجم  | تهاني الينبعاوي |
| 25    | السعودية    | مدافع  | سميرة فيصل      |
| 30    | السعودية    | مهاجم  | نورة الحملي     |
| 66    | السعودية    |        | ريم البلوشي     |
| 69    | فرنسا       | وسط    | نسرين بحلول     |
| 71    | السعودية    | مدافع  | بيان عيسى       |
| 72    | دولة فلسطين | وسط    | عطاف الصاوي     |
| 93    | الجزائر     | مهاجم  | لينا بوساحة     |
|       | السعودية    | مدافع  | الأنود أحمد     |
|       | السعودية    | وسط    | عيدة عادل       |

## الألقاب

### الرسمية
| النوع | البطولة                                  | الألقاب | المواسم          |
| ----- | ---------------------------------------- | ------- | ---------------- |
| محلي  | الدوري السعودي الممتاز للسيدات           | 2       | 2022–23، 2023–24 |
| محلي  | بطولة الاتحاد السعودي لكرة القدم للسيدات | 1       | 2021–22          |

## السجل في كرة القدم الآسيوية
اعتبارًا من 31 أغسطس 2024
جميع النتائج (ذهابًا، إيابًا، ومجموع المباراتين) تُدرج فيها أهداف النصر أولًا.
| البطولة                 | لعب | فاز | تعادل | خسر | له | عليه | الفرق |
| ----------------------- | --- | --- | ----- | --- | -- | ---- | ----- |
| دوري أبطال آسيا للسيدات | 2   | 2   | 0     | 1   | 6  | 1    | ±5    |
| الإجمالي                | 2   | 2   | 0     | 1   | 6  | 1    | ±5    |

| الموسم  | الدور             | الخصم          | النتيجة |
| ------- | ----------------- | -------------- | ------- |
| 2024–25 | المرحلة التمهيدية | ميواوادي       | 3–0     |
| 2024–25 | المرحلة التمهيدية | يونغ إليفانتس ‏ | 3–0     |
| 2024–25 | المرحلة التمهيدية | أبو ظبي كنتري  | 0–1     |

## السجل موسمًا بعد موسم
| البطل | الوصيف | الصعود | الهبوط |

| 2022–23 | PL | 1           | 14          | 11          | 2           | 1           | 67          | 19          | +48         | 35          | —                            | —            | —                 | حصة العيسى                | 15 |
| 2023–24 | PL | 1           | 14          | 12          | 1           | 1           | 43          | 12          | +31         | 37          | كأس السعودية للسيدات 2023–24 | —            | —                 | لينا بوساحة كلارا لوفانجا | 14 |
| 2024–25 | PL | لم يُحدد بعد | لم يُحدد بعد | لم يُحدد بعد | لم يُحدد بعد | لم يُحدد بعد | لم يُحدد بعد | لم يُحدد بعد | لم يُحدد بعد | لم يُحدد بعد | لم يُحدد بعد                  | دوري الأبطال | المرحلة التمهيدية | كلارا لوفانجا             | 3  |

## سجلات اللاعبات
فترة النصر فقط
(اعتبارًا من 16 سبتمبر 2024)

### الهدافات فيالدوري السعودي الممتاز للسيدات
|    | اللاعبة          | الدولة   | الأهداف |
| -- | ---------------- | -------- | ------- |
| 1  | حصة العيسى       | البحرين  | 15      |
| 2  | لينا بوساحة      | الجزائر  | 14      |
| 2  | ميساء جبارة      | الأردن   | 14      |
| 4  | كلارا لوفانجا    | تنزانيا  | 11      |
| 4  | Samia Aouni      | تونس     | 11      |
| 6  | مباركة الصيعري   | السعودية | 9       |
| 7  | إيزابيلا ستاهلين | البرازيل | 8       |
| 8  | غادة عيادي       | تونس     | 7       |
| 9  | Munira Al-Hamdan | السعودية | 5       |
| 10 | سارة الحمد       | السعودية | 2       |
| 10 | ياسمين فايز      | البحرين  | 2       |
| 10 | Marina Höher     | البرازيل | 2       |
| 10 | Ghadeer Salem    | السعودية | 2       |

### الهدافات فيدوري أبطال آسيا للسيدات
|   | اللاعبة        | الدولة                      | الأهداف |
| - | -------------- | --------------------------- | ------- |
| 1 | كلارا لوفانجا  | تنزانيا                     | 3       |
| 2 | مباركة الصيعري | السعودية                    | 1       |
| 2 | لينا بوساحة    | الجزائر                     | 1       |
| 2 | Ruth Kipoyi    | جمهورية الكونغو الديمقراطية | 1       |

### الهدافات فيكأس الاتحاد السعودي للسيدات
|   | اللاعبة       | الدولة   | الأهداف |
| - | ------------- | -------- | ------- |
| 1 | Samia Aouni   | تونس     | 3       |
| 1 | كلارا لوفانجا | تنزانيا  | 3       |
| 3 | لينا بوساحة   | الجزائر  | 2       |
| 3 | ميساء جبارة   | الأردن   | 2       |
| 5 | غادة عيادي    | تونس     | 1       |
| 5 | سارة الحمد    | السعودية | 1       |

## المدربون
| الرقم | المدرب الرئيسي    | الجنسية  | من   | إلى    | البطولات التي أحرزها                                                        |
| ----- | ----------------- | -------- | ---- | ------ | --------------------------------------------------------------------------- |
| 1     | عبدالعزيز العلوني | السعودية | 2022 | الحاضر | 2 الدوري السعودي الممتاز للسيدات 1 بطولة الاتحاد السعودي لكرة القدم للسيدات |

## أبرز اللاعبات
| KSA                                                                                   | AFC                                      | CAF                                                                  | الاتحاد الأوروبي لكرة القدم    | كونميبول                                          |
| ------------------------------------------------------------------------------------- | ---------------------------------------- | -------------------------------------------------------------------- | ------------------------------ | ------------------------------------------------- |
| - سارة خالد - بسمة الشنيفي - مباركة الصيعري - ريم البلوشي - سارة الحمد - ريما المالكي | - عطاف الصاوي - ياسمين فايز - حصة العيسى | - سامية عوني - غادة عيادي - كلارا لوفانجا - روث كيبويا - لينا بوساحة | - نسرين بحلولي - أميناتا ديالو | - إيزابيلا ستاهلين - كاثلين سوزا - دودا فرانسلينو |

## وصلات خارجية
- AlNassrFCW على تويتر.
- نادي النصر للسيدات على إنستغرام